# Tetraena prismatica
Tetraena prismatica är en pockenholtsväxtart som först beskrevs av Emilio Chiovenda, och fick sitt nu gällande namn av Beier & Thulin. Tetraena prismatica ingår i släktet Tetraena och familjen pockenholtsväxter. Inga underarter finns listade i Catalogue of Life.